# Fort XII

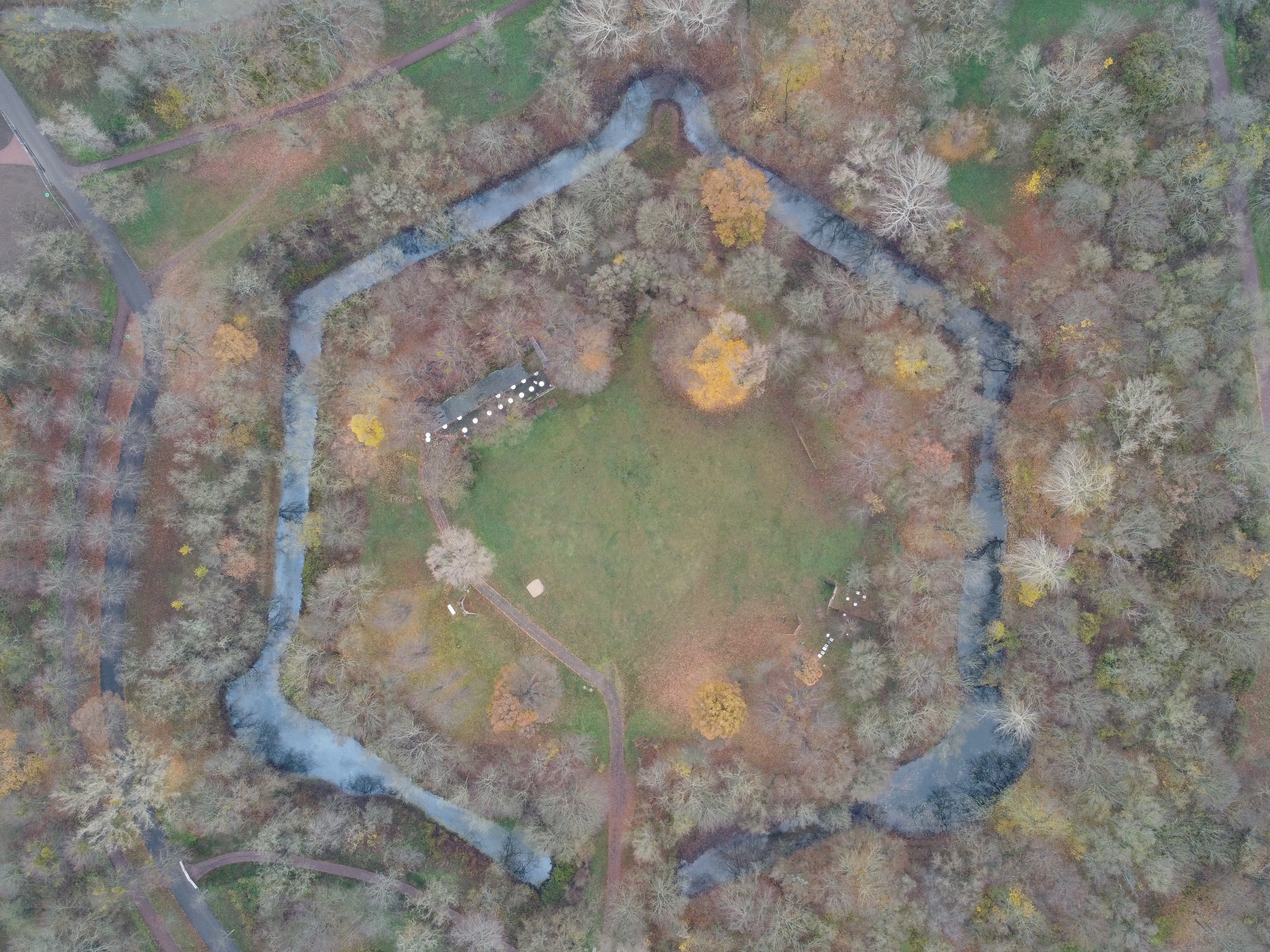
Fort XII in der Draufsicht im Luftbild

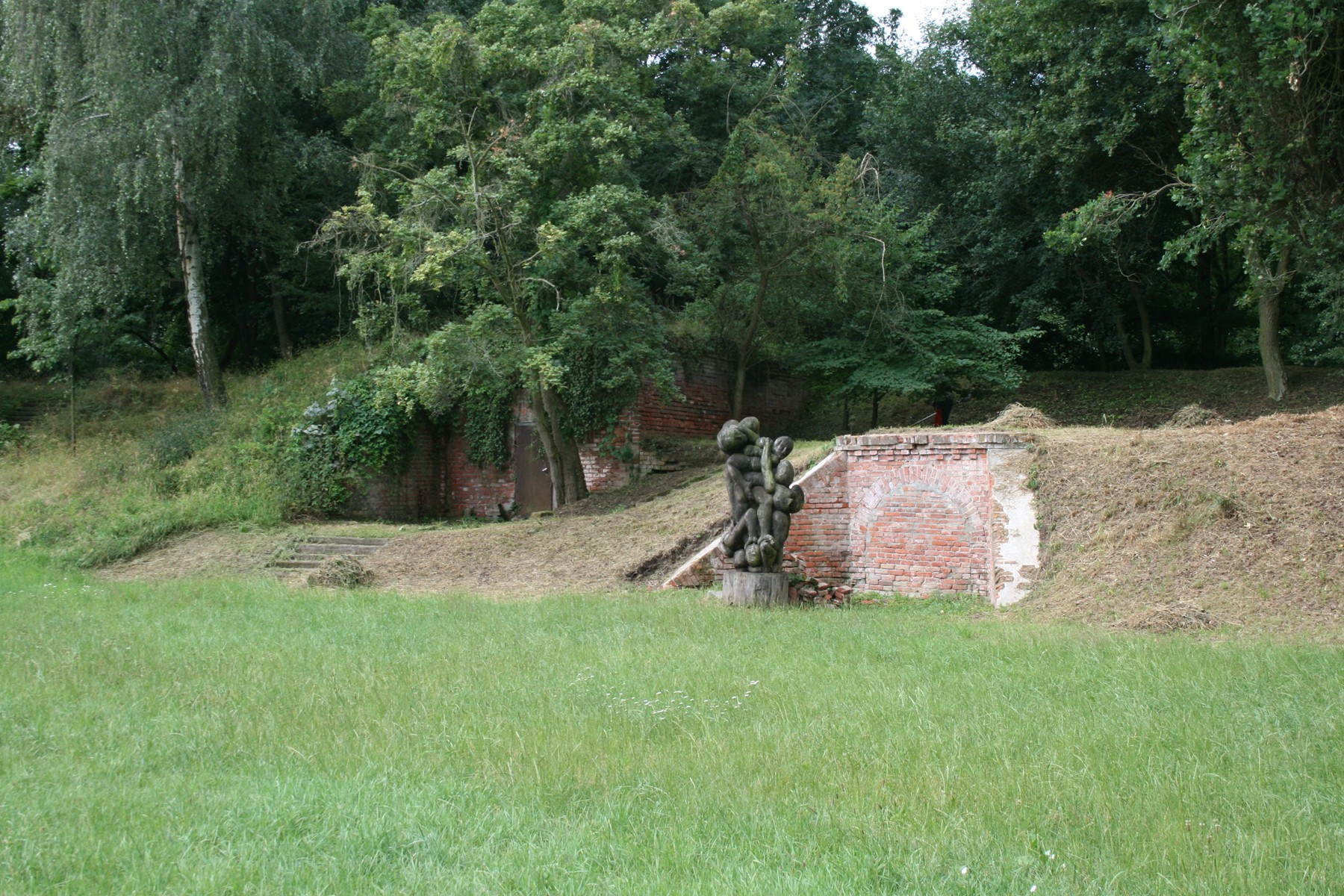
Bauliche Überreste des ehemaligen Fort XII

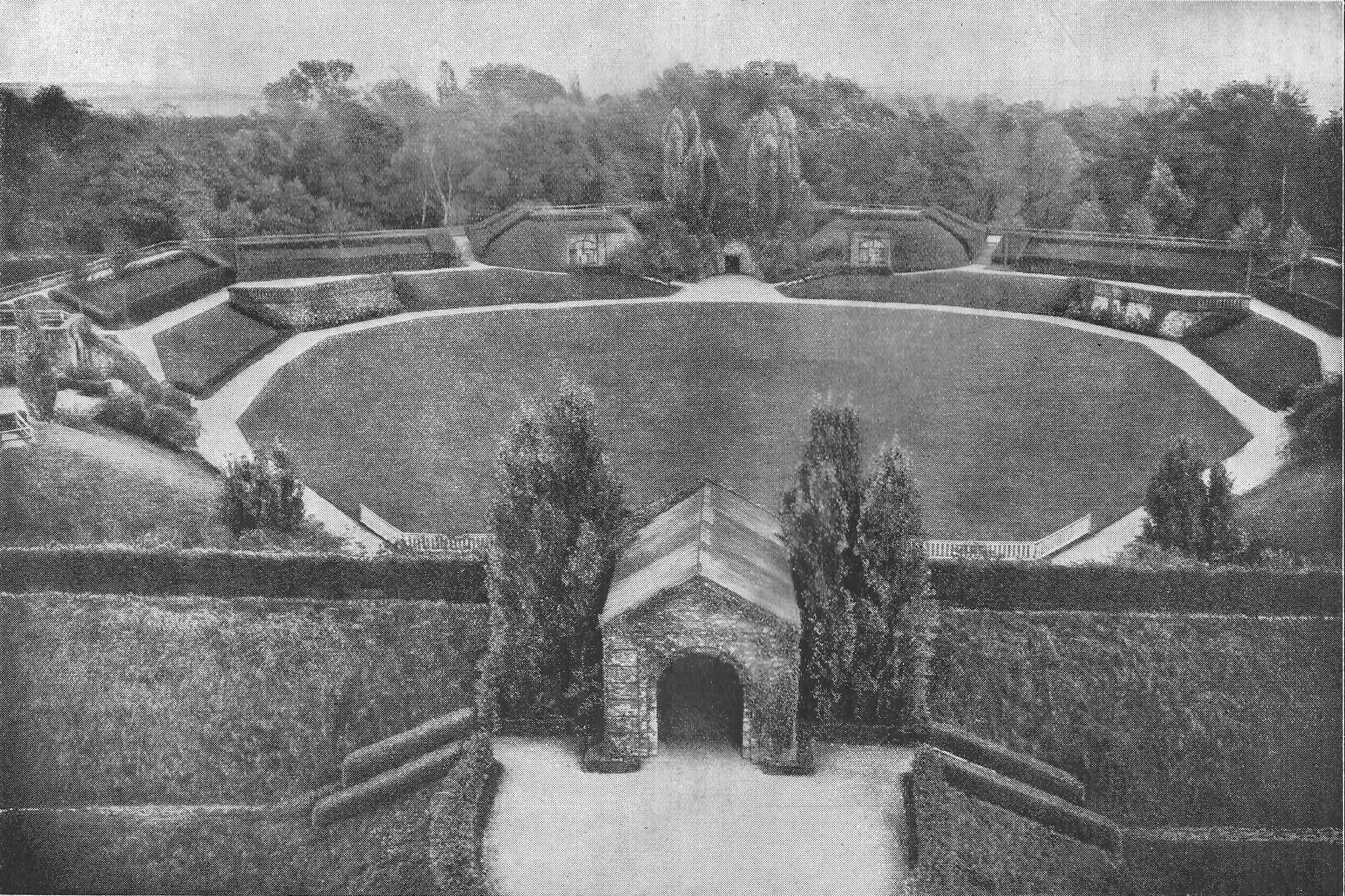
Fort XII als Freilichttheater, etwa 1926

Beim Fort XII handelt es sich um eine ehemalige denkmalgeschützte Befestigungsanlage im Magdeburger Stadtteil Werder in Sachsen-Anhalt. Im örtlichen Denkmalverzeichnis ist es seit dem 18. Oktober 1994 unter der Erfassungsnummer 094 06399 als Baudenkmal verzeichnet.

## Allgemeines
Das Fort XII war eines von 14 Forts der Festung Magdeburg. Mit der Einführung des „gezogenen Geschützrohres“ ergab sich erneut die Notwendigkeit des Ausbaus der Festungsanlagen von Magdeburg. Zu diesem Zweck wurde ab 1866 ein Gürtel von Forts gebaut, die in einer Entfernung von 1000 bis 3000 Metern zur Kernfestung angelegt wurden. Nachdem der Rayonbereich erweitert worden war, wurde ab 1890 der Fortgürtel durch den Bau von acht Zwischenwerken begonnen. Das Fort diente der Rundumverteidigung auf der Elbinsel.

## Geschichte
Das Fort wurde zwischen 1866 und 1873 angelegt. Der Status als Festungsstadt Magdeburg wurde mit der Kabinettsorder vom 23. Januar 1900 aufgehoben und es wurde mit dem Rückbau begonnen. So wurde die ehemalige Festung 1908 in den öffentlichen Teil des Rotehornparks integriert. Das Fort wurde zu einem Freilichttheater umgestaltet und so Teil der Deutschen Theaterausstellung 1927, die Grundstrukturen bleiben dabei unverändert. Während der 1980er Jahre gehörte das Fort dem Ministerium für Staatssicherheit. In den Resten des Forts befindet sich heute ein Cafe.

## Beschreibung
Das sechseckige Fort bestand aus Glacis, Traversen und einem Torhaus, Reservekasematte, Pulvermagazin. Es war von einem Wassergraben umgeben, über den eine Grabenbrücke mit Zugteil führte.

## Lage
Das Fort wurde auf einem aufgeschütteten Hügel an der Südspitze der Elbinsel Werder errichtet.